# Demonax contrarius
Demonax contrarius är en skalbaggsart som beskrevs av Holzschuh 1991. Demonax contrarius ingår i släktet Demonax och familjen långhorningar. Inga underarter finns listade i Catalogue of Life.